# Matratzennaht
Als Matratzennaht bezeichnet man zwei chirurgische Nahttechniken
- Horizontale Matratzennaht
- Vertikale Matratzennaht

Die Matratzennaht ist eine Einzel- oder fortlaufende, eventuell durchschlungene Naht und dient der Adaption von großflächigeren Wundrändern. Der Faden verläuft hierbei auf beiden Seiten quer oder parallel zum Wundrand durch vier Stichkanäle.